# Медицинский аспиратор

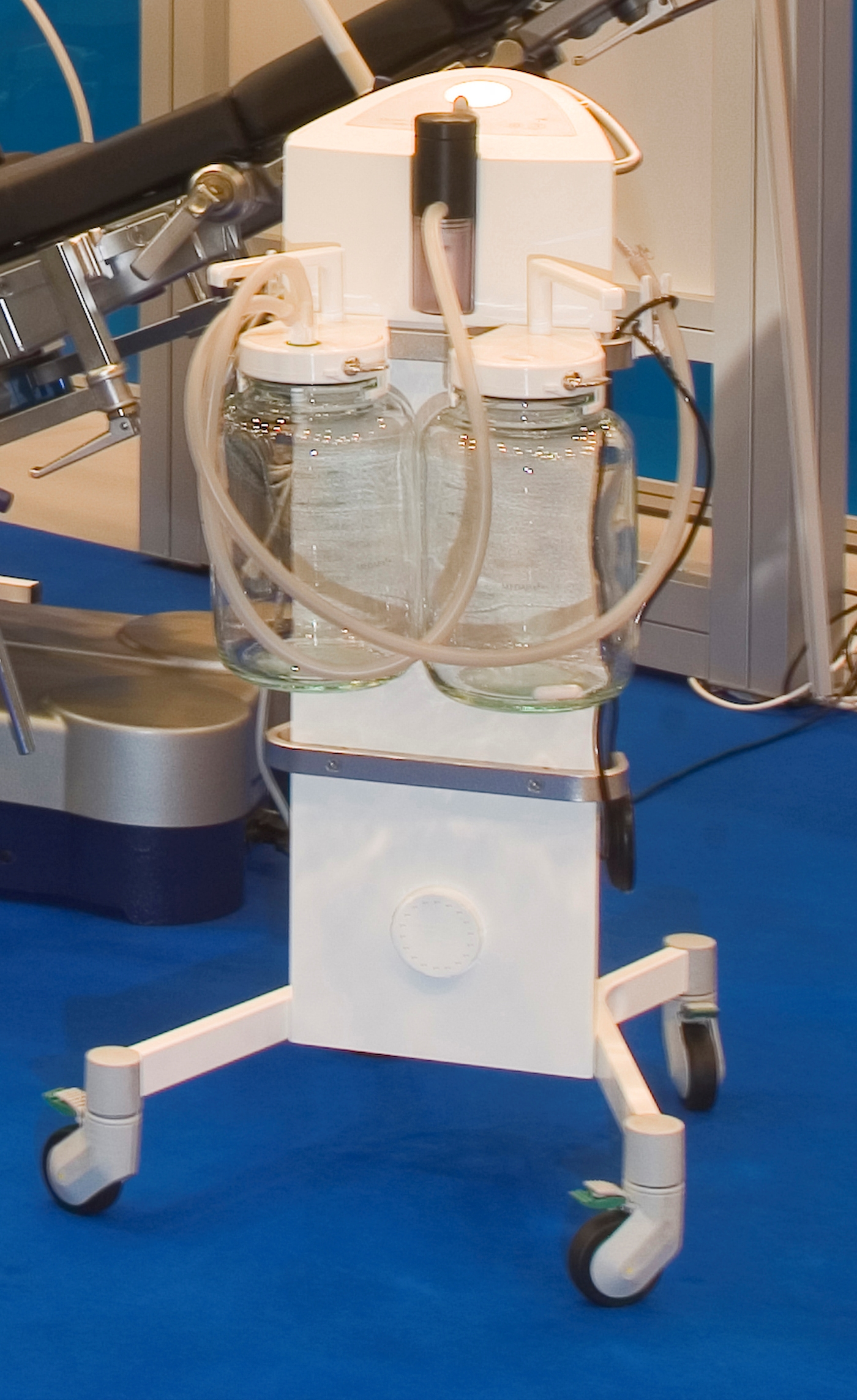
Медицинский аспиратор MAQUET TWISTA SP 1070

Медици́нский аспира́тор, по-другому называемый медицинским отсасывателем или, жаргонно, медицинским отсосом — медицинский прибор, предназначенный для удаления жидких сред из полостей организма. Используется в хирургической (в т. ч. гинекологической) практике, а также для туалета дыхательных путей и других целей.
Ключевой параметр медицинского аспиратора — его мощность (литры в минуту) и точность её регулировки. Существуют вакуум-аспираторы, способные длительное время поддерживать небольшое разрежение. Они применяются для активного непрерывного дренирования полостей после хирургических операций, например после операций на лёгких.
Важнейшими для медицинского аспиратора свойствами является его бесшумность, лёгкость обработки, защита от переполняемости, бактериальный фильтр (фильтрация выходящего воздуха для предотвращения распространения инфекций).
Медицинские аспираторы могут комплектоваться мобильными тележками, либо закреплены на консоли.

## Назальные аспираторы
Аспира́тор наза́льный предназначен для очищения полости носа от слизи. Существует множество видов: аспиратор-груша (простейший вид), аспираторы мундштучного типа (работающие от силы лёгких родителя), аспираторы, работающие по принципу профессионального ЛОР-оборудования при помощи обычного домашнего пылесоса (в качестве замены вакуумного насоса).
Важнейшими для аспиратора назального свойствами является его эффективность, простота использования, скорость проведения процедуры, гигиеничность.